# Vanessa octocyanea
Vanessa octocyanea är en fjärilsart som beskrevs av Cabeau 1911. Vanessa octocyanea ingår i släktet Vanessa och familjen praktfjärilar. Inga underarter finns listade i Catalogue of Life.